# Arvid Eriksson (militär)
Arvid Mauritz Eriksson, född 9 januari 1898 i Vaxholm, Stockholms län, död 18 november 1976 i Täby, Stockholms län, var en svensk militär (överste).

## Biografi
Eriksson blev fänrik vid Upplands artilleriregemente (A 5) 1918, löjtnant 1921, kapten i Wendes artilleriregemente (A 3) 1933 och vid generalstaben 1936. Eriksson blev major i Svea artilleriregemente (A 1) 1939 och gick på Krigshögskolan 1939. Han blev överstelöjtnant i Svea artilleriregemente (A 1) 1941, vid Gotlands artillerikår (A 7) 1942 och överste vid försvarsstaben 1945. Eriksson var militärattaché i Washington 1945–1947, chef för Gotlands artillerikår (A 7) 1947–1949 och för Skånska pansarregementet (P 2) 1949–1952. Han var ställföreträdande militärbefälhavare vid II. militärområdet 1952–1958.
Han blev gymnastikdirektör på Gymnastiska Centralinstitutet 1926, genomgick franska gymnastik- och fäktskolan i Joinville-le-Pont 1926–1927, var lärare vid Kungliga Sjökrigshögskolan 1937–1940 och vid Krigshögskolan 1939–1942. Eriksson genomgick korrespondentkursen om vårt försvar och var redaktör för Ny militär tidskrift 1939–1942. Han blev ledamot av Kungliga Krigsvetenskapsakademien 1954. Åren 1962–1976 var Eriksson ordförande i Försvarsfrämjandet.
Eriksson var son till kamrer Arvid Eriksson och Brita Andersson. Han gifte sig 1921 med Marta Lindberger (1896–1983), dotter till direktören Knut Nyman och Märta Björkander. De fick två söner, varav den ene var översten av första graden Åke Eriksson (1923–2008).

## Utmärkelser
- Riddare av Svärdsorden, 1939.[6]
- Riddarw av Vasaorden, 1941.[7]
- Kommendör av andra klass av Svärdsorden, 15 november 1949.[8]
- Kommendör av första klass av Svärdsorden, 11 november 1952.[9]
- Svenska militäridrottsförbundets guldmedalj[10]
- Officer av Legion of Merit, 21 januari 1948.[11]